# ロブ・コルデマンス
ロビー・コルデマンス（Robbie Cordemans , 1974年10月31日 - ）は、オランダ王国南ホラント州スヒーダム出身の野球選手（投手）。
台湾球界での登録名は柯德曼。

## 経歴
1996年にはアトランタオリンピックの野球オランダ代表に選出された。
2000年にはシドニーオリンピックの野球オランダ代表に選出された。
2004年にはアテネオリンピックの野球オランダ代表に選出された。
2005年は母国オランダのプロ野球リーグであるホーフトクラッセのDOORネプテューヌスでプレーした。
2006年3月に開催された第1回ワールド・ベースボール・クラシック(WBC)のオランダ代表に選出された。この年からはSV ADOでプレーした。
2007年のシーズン途中に第1回WBCでのチャイニーズタイペイ戦の好投が評価されて、台湾の野球リーグである中華職業棒球大聯盟の統一ライオンズに入団した。しかし、成績が残せず5月28日に退団した。退団後は、古巣のSV ADOに復帰した。同年限りで、退団した。
2008年はスパルタ・フェイエノールトでプレーした。シーズン途中には北京オリンピックの野球オランダ代表に選出された。
2009年3月に開催された第2回WBCのオランダ代表に選出され、2大会連続の選出となった。
同年限りでフェイエノールトを退団した。
2010年からはL&Dアムステルダム・パイレーツでプレーしている。
2011年9月20日に第39回IBAFワールドカップのオランダ代表に選出された。同大会ではヨーロッパの国としては、1938年大会のイギリス代表以来73年ぶりの優勝を果たした。この栄誉を称えて代表24人全員に「サー」の爵位が贈られ、コルデマンスにも贈られた。
2013年3月に開催された第3回WBCのオランダ代表に選出され、3大会連続での選出となった。
2014年9月2日に第1回フランス国際野球大会のオランダ代表に選出された。同大会でオランダ代表は初代優勝国となった。
大会終了後の12日に第33回ヨーロッパ野球選手権大会のオランダ代表に選出された。同大会ではオランダ代表が大会の記録である自国の20回の優勝を塗り替える3大会振り21度目の優勝を果たした。
2015年2月17日に「GLOBAL BASEBALL MATCH 2015 侍ジャパン 対 欧州代表」の欧州代表に選出された。3月10日の第1戦に、先発登板し2回を投げ無失点を記録した。
4月13日に第15回ワールドポート・トーナメントと第1回WBSCプレミア12のオランダ代表候補選手に選出された。
6月30日に第15回ワールドポート・トーナメントのオランダ代表に選出された。
オフの10月12日に第1回WBSCプレミア12のオランダ代表候補選手36名に選出され、10月20日に第1回WBSCプレミア12のオランダ代表選手28名に選出された。
2016年8月25日に第2回フランス国際野球大会のオランダ代表に選出された。9月7日に第34回ヨーロッパ野球選手権大会のオランダ代表に選出された。両大会で優勝を果たした。
2017年開幕前の2月7日に同年のアメリカ遠征のオランダ代表に選出された。2月9日に第4回WBCのオランダ代表に選出された。オフの10月13日にイタリア代表との親善試合である「ヨーロピアン・ベースボール・シリーズ」のオランダ代表に選出された。

## プレースタイル・人物
140 km/h前後のストレートに曲がりの大きなスライダー、チェンジアップを武器とする先発投手である。
オランダリーグ、独立リーグ、台湾プロ野球を通算すると200勝を挙げ、代表経験も豊富なオランダ球界の大ベテランの選手である。

## 詳細情報

### 年度別投手成績
| 年 度     | 球 団     | 登 板 | 先 発 | 完 投 | 完 封 | 無 四 球 | 勝 利 | 敗 戦 | セ 丨 ブ | ホ 丨 ル ド | 勝 率 | 打 者 | 投 球 回 | 被 安 打 | 被 本 塁 打 | 与 四 球 | 敬 遠 | 与 死 球 | 奪 三 振 | 暴 投 | ボ 丨 ク | 失 点 | 自 責 点 | 防 御 率 | W H I P |
| --------- | --------- | ----- | ----- | ----- | ----- | -------- | ----- | ----- | -------- | ----------- | ----- | ----- | -------- | -------- | ----------- | -------- | ----- | -------- | -------- | ----- | -------- | ----- | -------- | -------- | ------- |
| 2007      | 統一      | 8     | 7     | 0     | 0     | 0        | 3     | 4     | 1        | 0           | .429  | 202   | 46.0     | 52       | 9           | 17       | 0     | 1        | 28       | 1     | 0        | 30    | 23       | 4.50     | 1.50    |
| CPBL：1年 | CPBL：1年 | 8     | 7     | 0     | 0     | 0        | 3     | 4     | 1        | 0           | .429  | 202   | 46.0     | 52       | 9           | 17       | 0     | 1        | 28       | 1     | 0        | 30    | 23       | 4.50     | 1.50    |

- 2012年度シーズン終了時

### 背番号
- 19（2007年）

### 代表歴
- 1996年アトランタオリンピック野球オランダ代表
- 2000年シドニーオリンピック野球オランダ代表
- 2004年アテネオリンピック野球オランダ代表
- 2006 ワールド・ベースボール・クラシック・オランダ代表
- 2008年北京オリンピック野球オランダ代表
- 2009 ワールド・ベースボール・クラシック・オランダ代表
- 2011 IBAFワールドカップ オランダ代表
- 2013 ワールド・ベースボール・クラシック・オランダ代表
- 2014年フランス国際野球大会オランダ代表
- 2014年ヨーロッパ野球選手権大会オランダ代表
- 2015 ワールドポート・トーナメント オランダ代表
- 2015 WBSCプレミア12 オランダ代表
- 2016年フランス国際野球大会オランダ代表
- 2016年ヨーロッパ野球選手権大会オランダ代表
- 2017 ワールド・ベースボール・クラシック・オランダ代表
- 2019年ヨーロッパ野球選手権大会オランダ代表
- 2019 WBSCプレミア12 オランダ代表